# Blackstone (série télévisée)
Pour les articles homonymes, voir Blackstone.
Blackstone est une série télévisée canadienne en 39 épisodes de 42 minutes créée par Ron E. Scott, et diffusée entre le 25 janvier 2011 et le 23 décembre 2015 sur APTN et Showcase.
Au Québec, elle est diffusée sur Investigation. Elle reste inédite dans les autres pays francophones.

## Synopsis
Cette série met en scène la vie des Indiens sur la réserve indienne fictive Blackstone.

## Distribution

### Acteurs principaux
- Carmen Moore (VQ : Rose-Maïté Erkoreka) : Leona Stoney
- Eric Schweig (VQ : Frédéric Paquet) : Andy Fraser
- Michelle Thrush (VQ : Pascale Montreuil) : Gail Stoney
- Nathaniel Arcand (VQ : Martin Watier) : Victor Merasty
- Roseanne Supernault (VQ : Célia Gouin-Arsenault) : Natalie Stoney
- Steven Cree Molison (VQ : Sylvain Hétu) : Daryl Fraser
- Andrea Menard (en) (VQ : Mélanie Laberge) : Debbie Fraser
- Ray G. Thunderchild (VQ : Manuel Tadros) : Tom Fraser
- Justin Rain : Alan Fraser
- Ashley Callingbull : Sheila Delaronde
- Tantoo Cardinal : Wilma Stoney
- Bernard Starlight : Jumbo
- Georgina Lightning (en) : Tracey Bull
- Michelle Latimer : Gloria Merasty
- Gary Farmer : Ray Delaronde
- Glen Gould (en) (VQ : Patrick Chouinard) : Smokey Stoney (saison 5, récurrent saison 4)
- Cheri Maracle (en) (VQ : Éveline Gélinas) : Sarah Bull (saisons 4 et 5, récurrente saison 3)
- Christopher Rosamond (VQ : Alexandre Fortin) : Jack (saisons 4 et 5)

### Acteurs secondaires
- Trevor Duplessis (VQ : Éloi Archambaudoin) : Greg Nepoose
- Tommy J. Mueller : Rick Amenakew
- Morningstar Mercredi : Norma Delorme
- Lee Tomaschefski : Angel
- Mark Anderako : Walt Andrachuck
- Mathew Strongeagle : Stu Nolan
- Ryan Cunningham : Darcy Douglas
- Lori Triolo : Detective Hutch (saison 2 et 3)
- Greg Lawson : Teddy Burton (saison 2)
- Valerie Planche : Marilyn Cole (saison 2)
- Sydney Miles : Victoria (saison 2)
- Cameron Bancroft : Dr Kurt Ellis (saison 2)
- Frank Cassini : Wayne Sterling (saison 2)
- Lori Ravensborg : Ellen Sterling (saison 2)
- Vincent Gale : Détective Deacon (saison 2)
- Lori Ann Triolo : Detective Hutch (saison 2)
- Garry Chalk : Lieutenant Hillis (saison 2)
- Lucie Guest : Tina (saison 2)
- Jordana Largy : Amber (saison 2)
- Lindsay Maxwell : Candy (saison 2)
- Courtney Lameman : Tammy (saison 2)
- Miika Bryce Whiskeyjack : Wendy Bull (saison 2)
- Venus Terzo : Sue (saison 2)
- Tanaya Beatty : Sandra (saison 2)
- Brett Dier : Jake (saison 2)
- David Lereaney : Kevin (saison 2)
- John Tench : Ed (saison 2)
- Julian Black Antelope : Darrien Tailfeathers (saison 2)
- Tom Carey : Stan Murray (saison 2)
- Anna Faulds : Teresa (saison 2)
- Nancy Sivak : Mrs Chapman (saison 2)
- Gordon Tootoosis (VQ : Jacques Lavallée) : Cecil Delaronde (saison 1)
- Warren Michael : Leonard Morin (saison 1)
- Jim Thorburn : Chris Connor (saison 1)
- Michael Holden : MoMo (saison 1)
- Star Birdyellowhead : Carla Janvier (saison 1)
- Cody Bird : Josh Amenakew (saison 1)
- Chantal Perron : Marie Gilbert (saison 1)
- Swo Wo Gabriel : Tim Henry (saison 1)
- Stanley Isadore : Phil Henry (saison 1)
- Chelah Horsdal : Prosecutor Angie Gold (saison 1)
- Telly James : Mr Joseph (saison 1)
- Amanda McLeod : Chrystal (saison 1)

 Source et légende : version québécoise (VQ) sur Doublage.qc.ca

## Épisodes

### Première saison (2011)
1. Un avenir ? Quel avenir ? (Future? What Future?)
2. Un nouveau départ (A New Beginning)
3. Tout n'est pas blanc (White Bread Red Class)
4. Que souffrent les enfants (Suffer The Children)
5. Le Nez dans le caniveau (Ditch Monkey)
6. Papa est à la maison (Daddy’s Home)
7. Les Soirs de Bingo (Bingo Night)
8. Magouilles, pressions et pots de vin (Push Pull Twist Turn)
9. C'est fini (Time's Up)

### Deuxième saison (2012)
Le 21 mars 2011, la série a été renouvelée pour une deuxième saison diffusée à partir du 11 janvier 2012 sur APTN.
1. Les Eaux mortes (Blood is Thicker than Water)
2. Des péchés et des hommes (By Their Sins)
3. Une fille entre dans un bar (A Girl Walks Into a Bar)
4. 50/50 (50/50)
5. Sur la route (Hitchin)
6. Titre français inconnu (Forgiveness)
7. Titre français inconnu (I'm Not A Racist)
8. Titre français inconnu (Human)

### Troisième saison (2013)
Le 12 septembre 2012, la série a été renouvelée pour une troisième saison diffusée à partir du 25 septembre 2013 sur APTN.
1. Plus ça change, plus c'est pareil (Some Things Never Change)
2. Les Liens du sang (Bull in a China Shop)
3. Titre français inconnu (Reap What You Sow)
4. Titre français inconnu (Never Gonna Stop)
5. C'est toujours ma fille (Still My Kid)
6. Le Feu aux poudres (Burn Baby Burn)

### Quatrième saison (2014)
Le 6 février 2014, la série a été renouvelée pour une quatrième saison diffusée depuis le 11 novembre 2014.
1. Payback's a Bitch
2. Deeper and Deeper
3. Sext Me
4. Truth or Dare
5. Where There's Smoke
6. Wolves vs. Sheep
7. Discovery
8. There Will Be Blood

### Cinquième saison (2015)
1. Beginning of the End
2. Super Dad
3. The Worm Has Turned
4. Back in the Saddle
5. The River's Edge
6. Retribution
7. Bottle Caps
8. Flat Line

## Récompenses
- 2012 : Leo Awards[8]
  - Série dramatique: Meilleure émission
  - Rôle de soutien masculin: Frank Cassini
  - Rôle de soutien féminin: Tantoo Cardinal
  - Rôle principal masculin: Steve Cree Molinson